# Salih asz-Szajch
Salih asz-Szajch (arab.: صالح الشيخ الهندي, ur. 29 maja 1982 w Kuwejcie) – kuwejcki piłkarz występujący na pozycji pomocnika.

## Kariera klubowa
Asz-Szajch przez całą karierę występował w Al Qadsia. Przez kilkanaście lat gry w tym klubie zdobył z nimi 9 mistrzostw Kuwejtu oraz 7 razy puchar Kuwejtu. Zakończył karierę na początku 2022 roku.
W lipcu 2022 został asystentem trenera tego klubu.

## Kariera reprezentacyjna
Asz-Szajch zadebiutował w reprezentacji Kuwejtu 11 października 2006 roku w towarzyskim, wygranym 1:0, meczu z reprezentacją Litwy. Asz-Szajch wszedł wtedy na boisko z ławki rezerwowych. Pierwszego gola w kadrze zdobył w towarzyskim spotkaniu z reprezentacją Chińskiego Tajpej zakończonym wygraną Kuwejtu 10:0. Al-sheikh zdobył gola w 27. minucie, podwyższając wynik na 3:0. Był w kadrach Kuwejtu na Puchar Azji 2011 oraz Puchar Azji 2015.
| Reprezentacja | Rok     | Mecze | Bramki |
| ------------- | ------- | ----- | ------ |
| Kuwejt        | 2006    | 2     | 1      |
| Kuwejt        | 2007    | 1     | 0      |
| Kuwejt        | 2008    | 11    | 0      |
| Kuwejt        | 2009    | 14    | 1      |
| Kuwejt        | 2010    | 7     | 0      |
| Kuwejt        | 2011    | 8     | 0      |
| Kuwejt        | 2012    | 1     | 0      |
| Kuwejt        | 2013    | 7     | 0      |
| Kuwejt        | 2014    | 7     | 0      |
| Kuwejt        | 2015    | 4     | 0      |
| Ogólnie       | Ogólnie | 62    | 2      |

## Sukcesy

### Al Qadsia
- Mistrzostwo Kuwejtu: 2002/03, 2003/04, 2004/05, 2008/09, 2009/10, 2010/11, 2011/12, 2013/14, 2015/16
- Puchar Kuwejtu: 2002/03, 2003/04, 2006/07, 2009/10, 2011/12, 2012/13, 2014/15